# 소시탐탐
《소시탐탐》은 JTBC에서 방영하는 예능 프로그램이며, 음악 그룹 소녀시대의 완전체이자 8명의 멤버(태연, 써니, 티파니 영, 효연, 유리, 수영, 윤아, 서현)가 여행과 관찰을 통해 결합하는 리얼리티 텔레비전 프로그램이다.

## 기획 의도
15주년 기념 프로젝트! '탐'나는 소녀시대의 '탐'나는 예능 프로그램이다.

## 방송 일정
| 방송 채널 | 방송 기간                        | 방송 시간                      | 비고 |
| --------- | -------------------------------- | ------------------------------ | ---- |
| JTBC      | 2022년 7월 5일 ~ 2022년 8월 23일 | 매주 화요일 밤 9시 ~ 10시 30분 |      |

## 시청률
최저 시청률과 최고 시청률은 시청률 조사회사와 지역별로 시청률에 차이가 있을 수 있습니다.
| 회차 | 방송일   | AGB 시청률     |
| 회차 | 방송일   | 대한민국(전국) |
| ---- | -------- | -------------- |
| 1    | 7월 5일  | 1.246%         |
| 2    | 7월 12일 | 1.024%         |
| 3    | 7월 19일 | 0.895%         |
| 4    | 7월 26일 | 0.757%         |
| 5    | 8월 2일  | 0.944%         |
| 6    | 8월 9일  | 1.089%         |
| 7    | 8월 16일 | 0.718%         |
| 8    | 8월 23일 | 0.864%         |

## 참고 사항
- 소녀시대 완전체 출연하는 프로그램이다.
- 소녀시대 데뷔 15주년을 맞이한다.

## 같이 보기
- 소녀시대